# Liste der Kulturdenkmale in Prösitz
In der Liste der Kulturdenkmale in Prösitz sind die Kulturdenkmale des Grimmaer Ortsteils Prösitz verzeichnet, die bis August 2024 vom Landesamt für Denkmalpflege Sachsen erfasst wurden (ohne archäologische Kulturdenkmale). Die Anmerkungen sind zu beachten.
Diese Aufzählung ist eine Teilmenge der Liste der Kulturdenkmale in Grimma.

## Prösitz
| Bild                                    | Bezeichnung                                                                                         | Lage                    | Datierung                                          | Beschreibung | ID       |
| --------------------------------------- | --------------------------------------------------------------------------------------------------- | ----------------------- | -------------------------------------------------- | --- | -------- |
| Direkt Bild zu diesem Denkmal hochladen | Wohnstallhaus, Scheune, Auszugshaus, Toreinfahrt und Einfriedung eines Dreiseithofes                | Prösitz 1 (Karte)       | 1886 laut Auskunft                                 | Überwiegend Putzbauten, die Giebel mit Rundbogenfenster betont, ortsbildprägender und größter Hof von Prösitz, Zeugnis bäuerlicher Bau- und Lebensweise, bau- und ortsgeschichtlich von Bedeutung. - Wohnstallhaus: zweigeschossig, rückwärtiges ehemaliges Backhaus, Bruchsteinbau, verputzt, Satteldach, im Giebel zwei Rundbogenfenster und Rundfenster, Stall mit Sandsteinsäulen, Fenster- und Türgewände in Sandstein, Eingang mit Dreiecksgiebelüberdachung (erneuert) - Scheune: zum Teil massiv (Giebel) sonst Fachwerk, zwei Holztore, Satteldach, Biberschwanzdeckung - Auszugshaus (Wohnstallhaus): zweigeschossig, Bruchstein, verputzt, Segmentbogentor, Satteldach mit Dachhecht und zentralem Zwerchhaus, Stall mit Sandsteinsäulen, Fenster- und Türgewände in Sandstein, im Giebel Rundbogenfenster - Einfriedung: Bruchsteinmauer, Torpfeiler mit Sandsteinabdeckung und Kugelaufsatz | 08974301 |
| Direkt Bild zu diesem Denkmal hochladen | Wohnhaus eines Vierseithofes                                                                        | Prösitz 4b (Karte)      | Bezeichnet mit 1906, im Kern wesentlich älter      | Gut gegliederter Putzbau, Zeugnis der bäuerlichen Bauweise im Ort, baugeschichtlich von Bedeutung. Zweigeschossig, verputzt, Massivbau (Ziegelstein und Lehm), Fenstergewände in Kunststein, Obergeschoss mit Segmentbogenfenstern, verputzte Ziegelsteintraufe, Satteldach, originale Putzgliederung, Türgewände in Kunststein mit reliefiertem Schlussstein und Inschrift/Datierung „1906“. | 08974302 |
| Direkt Bild zu diesem Denkmal hochladen | Wohnstallhaus, Scheune und Auszugshaus eines Dreiseithofes                                          | Prösitz 13 (Karte)      | Mitte 19. Jahrhundert                              | Wohnstallhaus und Seitengebäude gut gegliederte Putzbauten, Fachwerk-Scheune, Zeugnis der dörflichen Bau- und Lebensweise vergangener Zeiten, bau- und heimatgeschichtlich von Bedeutung. - Wohnstallhaus: zweigeschossiger, verputzter Massivbau (Bruchsteinsockel), Fenster- und Türgewände in Sandstein, zum Teil original, Putzgliederung, Satteldach mit Biberschwanzdeckung, zum Teil originale Fenster - Scheune: zweigeschossiger Fachwerkbau, zwei große Tordurchfahrten, Türgewände in Sandstein, alte Fenster, Satteldach - Auszugshaus: zweigeschossiger Bruchsteinbau, zum Teil verputzt, Satteldach, Stalltür und -fenster Sandsteingewände, segmentbogiges Tor, im Obergeschoss Fenstergewände in Sandstein, alte Fenster, im Giebel rundbogiges Fenster | 08974300 |
| Weitere Bilder                          | Bockwindmühle (Nr. 18a) sowie Wohnhaus (Nr. 18), Seitengebäude und Einfriedung eines Mühlenanwesens | Prösitz 18, 18a (Karte) | Bezeichnet mit 1804 (Müllerwohnhaus); 1811 (Mühle) | Ortsgeschichtlich und technikgeschichtlich von Bedeutung. - Wohnhaus, bezeichnet mit 1804 (Schlussstein am Wohnhaus): zweigeschossig, Krüppelwalmdach, rückseitig abgeschleppt, alte Fenster, zum Teil Winterfenster - Windmühle: Bockwindmühle auf quadratischem Grundriss, zweigeschossig, allseitig verbrettert, einseitig Krüppelwalmdach, Flügel in Resten erhalten, alte quadratische Fenster, im Inneren alte Technik (Kammrad) im Obergeschoss - Nebengebäude: zweigeschossiger Bruchsteinbau, verputzt, Holztraufe mit geschnitzten Balkenköpfen, Sandsteingewände, Satteldach, Biberschwanzdeckung, Hofseite Scheunentor, Obergeschoss zum Teil in Fachwerk, Giebel massiv - Einfriedung: Bruchstein, verputzt | 08974299 |

## Tabellenlegende
- Bild: Bild des Kulturdenkmals, ggf. zusätzlich mit einem Link zu weiteren Fotos des Kulturdenkmals im Medienarchiv Wikimedia Commons. Wenn man auf das Kamerasymbol klickt, können Fotos zu Kulturdenkmalen aus dieser Liste hochgeladen werden:
- Bezeichnung: Denkmalgeschützte Objekte und ggf. Bauwerksname des Kulturdenkmals
- Lage: Straßenname und Hausnummer oder Flurstücknummer des Kulturdenkmals. Die Grundsortierung der Liste erfolgt nach dieser Adresse. Der Link (Karte) führt zu verschiedenen Kartendiensten mit der Position des Kulturdenkmals. Fehlt dieser Link, wurden die Koordinaten noch nicht eingetragen. Sind diese bekannt, können sie über ein Tool mit einer Kartenansicht einfach nachgetragen werden. In dieser Kartenansicht sind Kulturdenkmale ohne Koordinaten mit einem roten bzw. orangen Marker dargestellt und können durch Verschieben auf die richtige Position in der Karte mit Koordinaten versehen werden. Kulturdenkmale ohne Bild sind an einem blauen bzw. roten Marker erkennbar.
- Datierung: Baubeginn, Fertigstellung, Datum der Erstnennung oder grobe zeitliche Einordnung entsprechend des Eintrags in der sächsischen Denkmaldatenbank
- Beschreibung: Kurzcharakteristik des Kulturdenkmals entsprechend des Eintrags in der sächsischen Denkmaldatenbank, ggf. ergänzt durch die dort nur selten veröffentlichten Erfassungstexte oder zusätzliche Informationen
- ID: Vom Landesamt für Denkmalpflege Sachsen vergebene, das Kulturdenkmal eindeutig identifizierende Objekt-Nummer. Der Link führt zum PDF-Denkmaldokument des Landesamtes für Denkmalpflege Sachsen. Bei ehemaligen Kulturdenkmalen können die Objektnummern unbekannt sein und deshalb fehlen bzw. die Links von aus der Datenbank entfernten Objektnummern ins Leere führen. Ein ggf. vorhandenes Icon  führt zu den Angaben des Kulturdenkmals bei Wikidata.